# Wilhelm Lachnit
Wilhelm Lachnit (* 12. November 1899 in Gittersee bei Dresden; † 14. November 1962 in Dresden) war ein deutscher Maler, der sein Werk zum größten Teil in Dresden schuf. In den 1920er Jahren entstanden vor allem Radierungen und Gemälde, die unter anderem von den Moskauer Sammlungen und der Gemäldegalerie Dresden gekauft wurden. Neben Gemälden und Grafiken schuf er auch Wandbilder (zum Teil aus Emaille) und großformatige Holzschnitte. Kurz vor seinem Tod fertigte er zudem kleinformatige Monotypien an.

## Leben
Wilhelm Lachnit wurde als drittes Kind eines Tischlers in Gittersee bei Dresden geboren. Sein jüngerer Bruder Max wurde später Architekt und Bildhauer. Bereits 1906 siedelte er nach Dresden über, wo er die Volksschule besuchte. Er ging als Schriftmaler und Lackierer in die Lehre und arbeitete ab 1918 als Dekorationsmaler, besuchte Kurse in der Dresdner Kunstgewerbeschule und lernte dort unter anderem bei Richard Guhr und Georg Oehme. Er trat in die Dresdner Sezession Gruppe 1919 ein, bevor er 1921 ein Studium der Malerei und Grafik an der Hochschule für Bildende Künste Dresden begann. Er wurde hier Meisterschüler Richard Drehers und lernte sein Vorbild Otto Dix, aber auch Conrad Felixmüller und Otto Griebel kennen. Im Jahr 1923 beendete er sein Studium mit Auszeichnung.

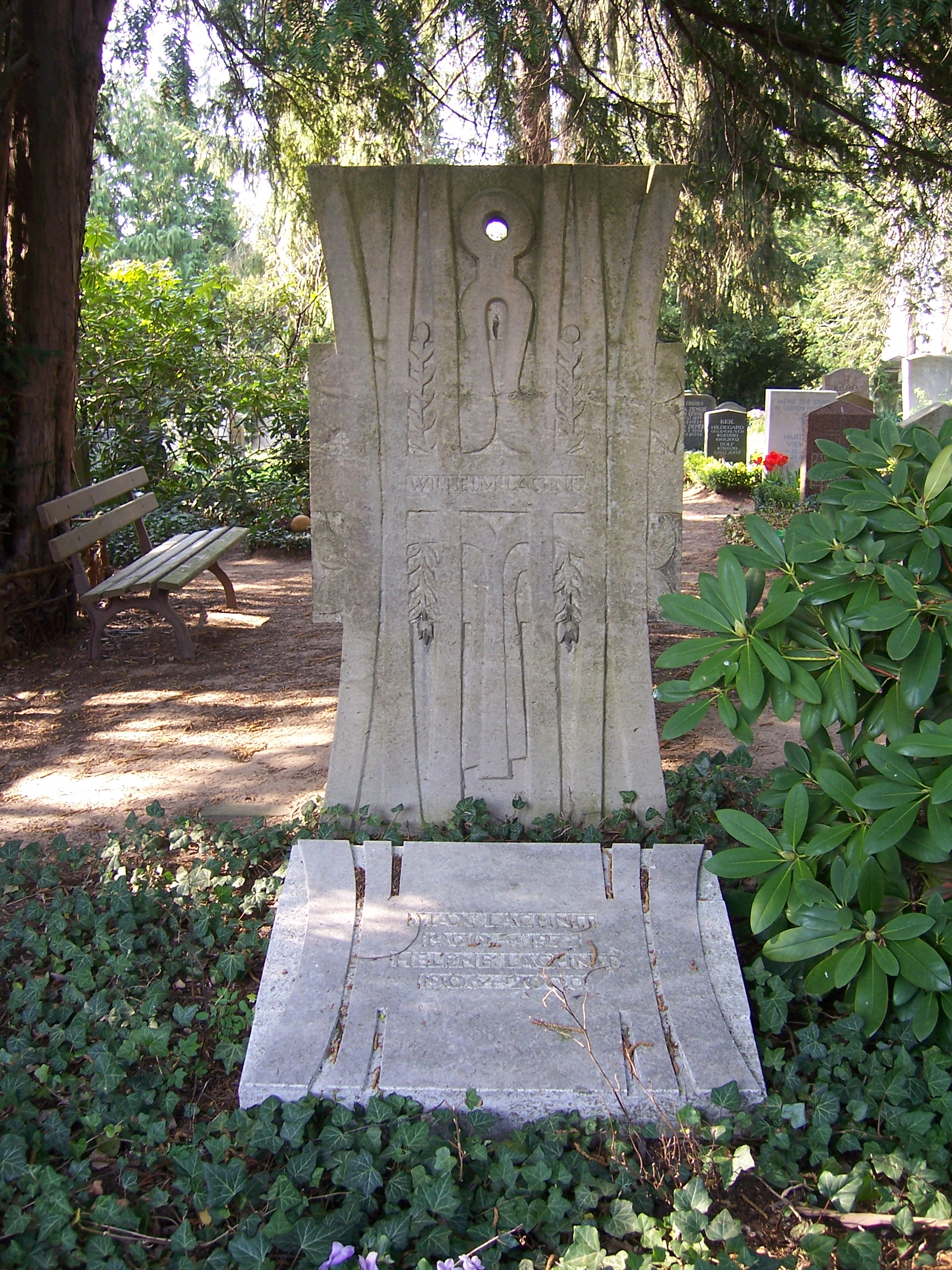
Grab Wilhelm Lachnits auf dem Loschwitzer Friedhof

Nach dem Ende seines Studiums arbeitete Wilhelm Lachnit, inzwischen Mitglied der Künstlergruppe Die Schaffenden, als freischaffender Künstler. Er trat 1924 in die KPD ein. Ab 1924 gehörte er zur Roten Gruppe. Für die KPD fertigte er ab März 1929 Agitationsmaterial für die Presse und Kundgebungen in Dresden. Er gründete zusammen mit Hans Grundig, Otto Griebel und Fritz Skade die „Neue Gruppe“. Es folgten zahlreiche Ausstellungen, unter anderem in Paris, Düsseldorf, Amsterdam und Dresden. Im Jahr 1928 wurde er Mitglied im „Künstlerkomitee für Volksentscheid gegen Panzerkreuzerbau“, 1929 Mitbegründer der Dresdner Ortsgruppe der „Assoziation revolutionärer bildender Künstler“ (ASSO), 1930 Mitbegründer der Dresdner Gruppe Aktion und 1932 Mitglied der Dresdner Sezession 1932. Sein 1933 präsentiertes Werk Der traurige Frühling stellte er bewusst in Opposition zum Nationalsozialismus.
Im Jahr 1933 wurden Teile des Werkes Wilhelm Lachnits von den Nationalsozialisten als „Entartete Kunst“ eingestuft und beschlagnahmt. Wilhelm Lachnit selbst wurde verhaftet und konnte nach seiner Freilassung nur noch beschränkt arbeiten. Er stand unter ständiger Bewachung der Gestapo und arbeitete unter anderem als Ausstellungsgestalter.
1936 reichte Lachnit sein Gemälde Mädchen mit Schmuck beim „Nationalen Porträtwettbewerb“ 1936 ein. 1937 wurden in der Nazi-Aktion „Entartete Kunst“ drei Druckgrafiken Lachnits aus dem Kupferstichkabinett Dresden und der Städtischen Bildergalerie Wuppertal-Elberfeld beschlagnahmt. Während der Luftangriffe auf Dresden im Februar 1945 wurde ein Großteil seiner Werke zerstört. Im Zusammenhang mit dem Schwabinger Kunstfund tauchten die Aquarelle „Mädchen am Tisch“ und „Mann und Frau am Fenster“ 2012/2013 wieder auf.

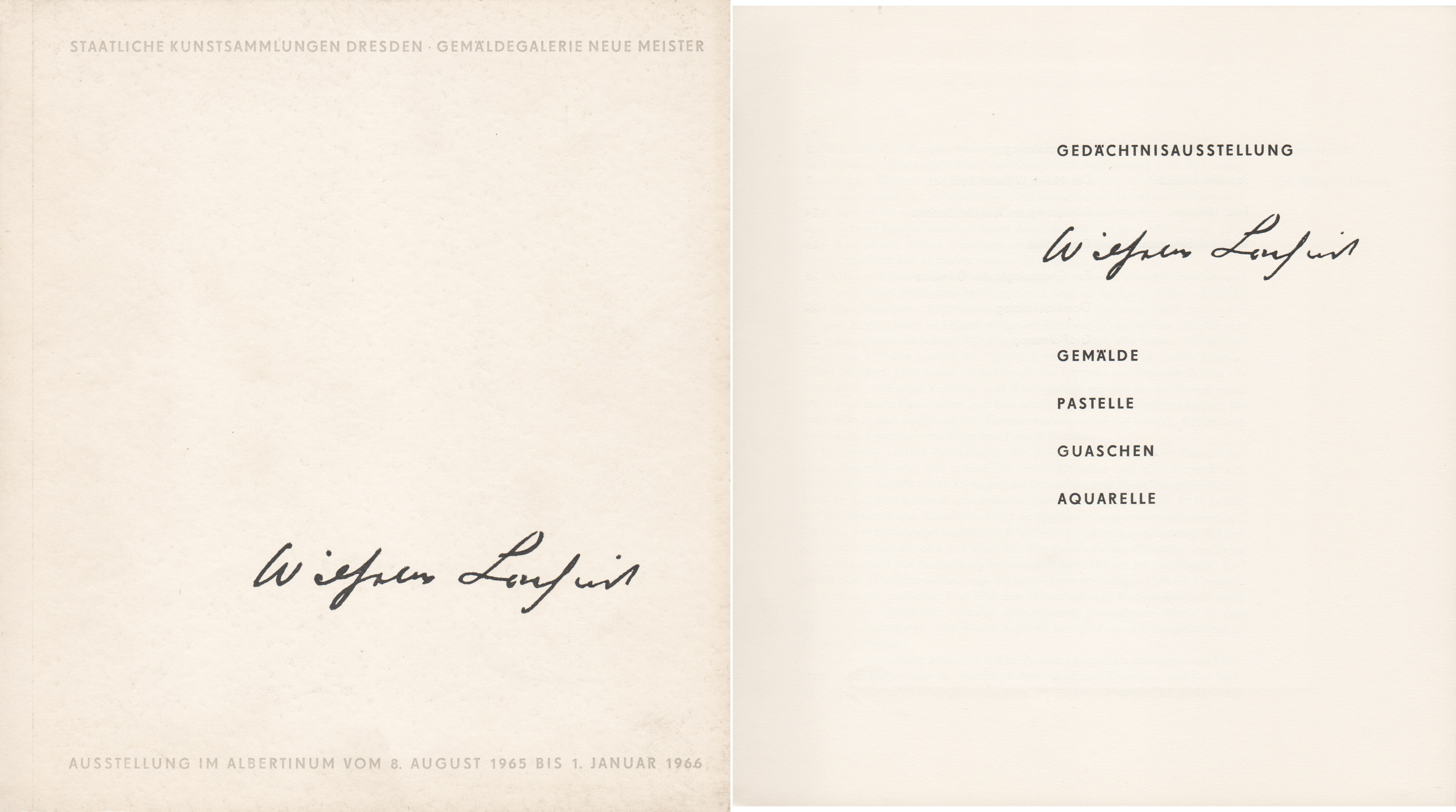
Informationsheft zur Ausstellung von Werken von Wilhelm Lachnit in Dresden (1965)

Im Jahr 1945 entstand sein Gemälde „Der Tod von Dresden“ zur Zerstörung Dresdens und zum Ende des Zweiten Weltkriegs. Es zeigt im Vordergrund eine verzweifelte Mutter, die ihre Hände vor das Gesicht schlägt. Ebenfalls von der Zerstörung der Stadt tief getroffen, verzweifelt der Tod hinter ihr im Bild. Allein das Kind, welches vom Schoß der Mutter aufblickt und den Betrachter mit seinen großen Augen fixiert, lässt Hoffnung aufkommen. Das Gemälde befindet sich im Dresdner Albertinum.
Weitere Werke, die sich mit der Nachkriegszeit auseinandersetzten, entstanden, aber auch Werke zur Arbeiterbewegung. Im Jahr 1947 wurde Wilhelm Lachnit zum Professor für Malerei an der Hochschule für Bildende Künste Dresden ernannt. Zu seinen wichtigen Schülern zählten die Maler Manfred Böttcher und Harald Metzkes, aber auch Strawalde und Peter Bock. Ab 1954 arbeitete Wilhelm Lachnit freischaffend in Dresden. Er hatte in der DDR eine große Zahl von Einzelausstellungen und Ausstellungsbeteiligungen, u. a. 1946, 1958/1959 und 1962/1963 an der Allgemeinen Deutschen Kunstausstellung und der Vierten und Fünften Deutschen Kunstausstellung in Dresden. Im Rahmen der „Wandbildaktion“ zur 2. Deutschen Kunstausstellung 1949 schuf er den Entwurf für das Wandbild „Begegnung“.
Wilhelm Lachnit starb an einem Herzinfarkt. Er wurde auf dem Loschwitzer Friedhof beigesetzt.
Wieder ins Gespräch kam Lachnit Ende 2013, als sein Aquarell Mann und Frau am Fenster im sogenannten Schwabinger Kunstschatz des Sammlers Cornelius Gurlitt entdeckt wurde. Die Sendung Kulturzeit widmete ihm daraufhin den Teil 9 der Serie Gurlitts Schatzkiste.
Bilder Lachnits befinden sich u. a. in der Neuen Nationalgalerie Berlin, in der Galerie Neue Meister und im Kupferstichkabinett Dresden und im Max-Pechstein-Museum Zwickau.

## Fotografische Darstellung Lachnits
- Unbekannter Autor: Eugen Hoffmann und Wilhelm Lachnit (1948)[8]
- Unbekannter Autor: Wilhelm Lachnit und Bernhard Kretzschmar (um 1950)[9]

## Werke

### 1937 als „entartet“ beschlagnahmte Werke
- Frauenporträt/Wüstes Weib (Radierung; vernichtet)
- Kegeljunge (Radierung; vernichtet)
- Vorfrühling (Holzschnitt, 23,5 × 31,5 cm, 1930; 1940 an den Kunsthändler Bernhard A. Böhmer; Verbleib unbekannt)[10]

### Weitere Werke (Auswahl)
- Lesender Knabe (1924, Öl auf Leinwand, 40,5 × 55 cm; Max-Pechstein-Museum)[11]

- Schachspieler (um 1954, Wandbild, Dresden, Studentenwohnheim Fritz-Löffler-Straße 16)[12]
- Knabe mit Kanarienvogel (1946/47, Mischtechnik auf Leinwand, Lindenau-Museum Altenburg)

## Ausstellungen (unvollständig)

### Postume Einzelausstellungen
- 1965/66: Dresden, Staatliche Kunstsammlungen,  Gemäldegalerie Neue Meister, Albertinum (Wilhelm Lachnit, Gedächtnisausstellung. Gemälde, Pastelle, Guaschen, Aquarelle)[13]
- 1977/1978: Dresden, Kupferstichkabinett (Aquarelle, Zeichnungen und Pastelle)
- 1990: Berlin, Galerie der Akademie der Künste im Neuen Marstall (Wilhelm Lachnit. Gemälde, Graphik, Zeichnungen)
- 1999/2000: Gotha, Galerie Finkbein und Schlossmuseum Schloss Friedenstein, und
- 2000: Dresden, Villa Eschebach (zum 100. Geburtstag; aus dem graphischen Werk)
- 2011/2012: Dresden, Städtische Galerie Dresden (Refugium und Melancholie. Wilhelm Lachnit. Malerei)

### Ausstellungsbeteiligungen vor 1945
- 1929: Dresden („Neuere Kunstwerke aus Dresdner Privatbesitz - III. Jubiläumsausstellung des Sächsischen Kunstvereins“)
- 1932: Dresden, 1. Ausstellung der Dresdner Sezession 1932
- 1940: Dresden („Dresdner Künstlerbund. Erste Ausstellung Kriegsjahr 1940“)